# 長与俊達
長与 俊達（ながよ しゅんたつ、寛政2年（1790年）頃 - 安政2年2月26日（1855年4月12日））は、江戸時代後期の医師。日本での牛痘法による種痘成功の先駆の一人として知られる。

## 概要
生誕は寛政2年（1790年）頃＊資料により、寛政元年1789年、1791年とするものがある。＊大村市史編さん委員会、日本大百科全書（ニッポニカ） 
、肥前国大村藩の侍医長であった長与俊民の二男として、肥前・大村に生まれる＊大村市史編さん委員会。8歳の時に、天然痘に罹患・死去した兄の衣服を身にまとう種痘（痘衣法）を受けた。これにより、天然痘の免疫を獲得したとされる。。
文化7年（1810年）に、父・俊民より家督を相続し、藩医となる。当初は漢方医学を学び、匙医（藩医の最高位）にも任ぜられたが、『解体新書』に触発され、長崎で西洋医学を学び、特に種痘に注力した。
文政3年（1820年）＊文政13年（1830年）とする資料もある。、大村近郊の古田山に種痘所を開設。当初は「人痘法」のうち、天然痘患者の瘡蓋を粉末にし鼻から吸引する方法（鼻旱苗法）を採用。文政11年（1828年）にシーボルト事件が起こると、関連して行われた自宅捜索にて多数の蘭学医学書が見つかり、医学書没収・蟄居に処せられる（後に、藩主子息の病状改善に寄与し解除）。天保元年（1830年）には種痘医「痘家」に任じられ、古田山は大村藩の疱瘡研究所になった。
弘化元年（1844年）には、これまでの鼻旱苗法に代わり、腕に傷をつけ瘡蓋粉末を水で練ったものを塗布する方法（腕種法）へ改良。また同年刊行の種痘普及書『種痘活人十全弁』（本間玄調著）には高名な種痘医の一人として紹介された。
18世紀末にイギリスで発見された牛痘法（牛が罹患する牛痘ウイルスを人に接種する方法）が1840年代ごろ日本にも紹介され、牛痘苗を入手し牛痘法に挑戦したり、牛に人の天然痘を植え付けて「牛化人痘」苗を得ようとする試みなど、試行錯誤したがいずれも失敗。弘化4年（1847年）、大村藩より「掌薬」位に任じられた。
嘉永2年（1849年）には当時来日していたドイツ出身の医師、オットー・ゴットリープ・モーニッケより入手した牛痘苗を用い、孫の長与専斎らに牛痘法による種痘を実施（日本における牛痘法成功の先駆けの一例）。嘉永3年（1850年）には大村藩より牛痘法による種痘が公式に許可・制度化され、藩内の天然痘予防に努め、嘉永5年（1852年）には大村藩より天然痘が一掃された。
またこの頃、大村藩主・大村純熈の命により点眼薬「真珠膏」、解熱などに効く「真珠丸」を製薬。安政2年2月26日（1855年4月12日）に66歳で没した。名は介、号は松移。
娘婿で養子の長与中庵は大村藩侍医を務め、江戸幕医・多紀元堅に学んだ際には同氏の「傷寒論述義」著述にも協力した。孫の長与専斎には適塾で学ばせ、明治期には内務省衛生局長などを歴任した。
著作に『昆氏病理学字彙』がある。
墓は青山霊園及び大村市内にあり、大村市の墓・建築した家屋・古田山疱瘡所跡が大村市により史跡に指定されているいる。